# Lyckoviken
Lyckoviken (of Hammarvik) is een Zweedse televisieserie, die werd bedacht door Camilla Läckberg. In oktober 2020 kwam het eerste seizoen op TV3 en Viaplay. Seizoen 2, 3 en 4 volgden in respectievelijk januari 2021, december 2021 en mei 2022.

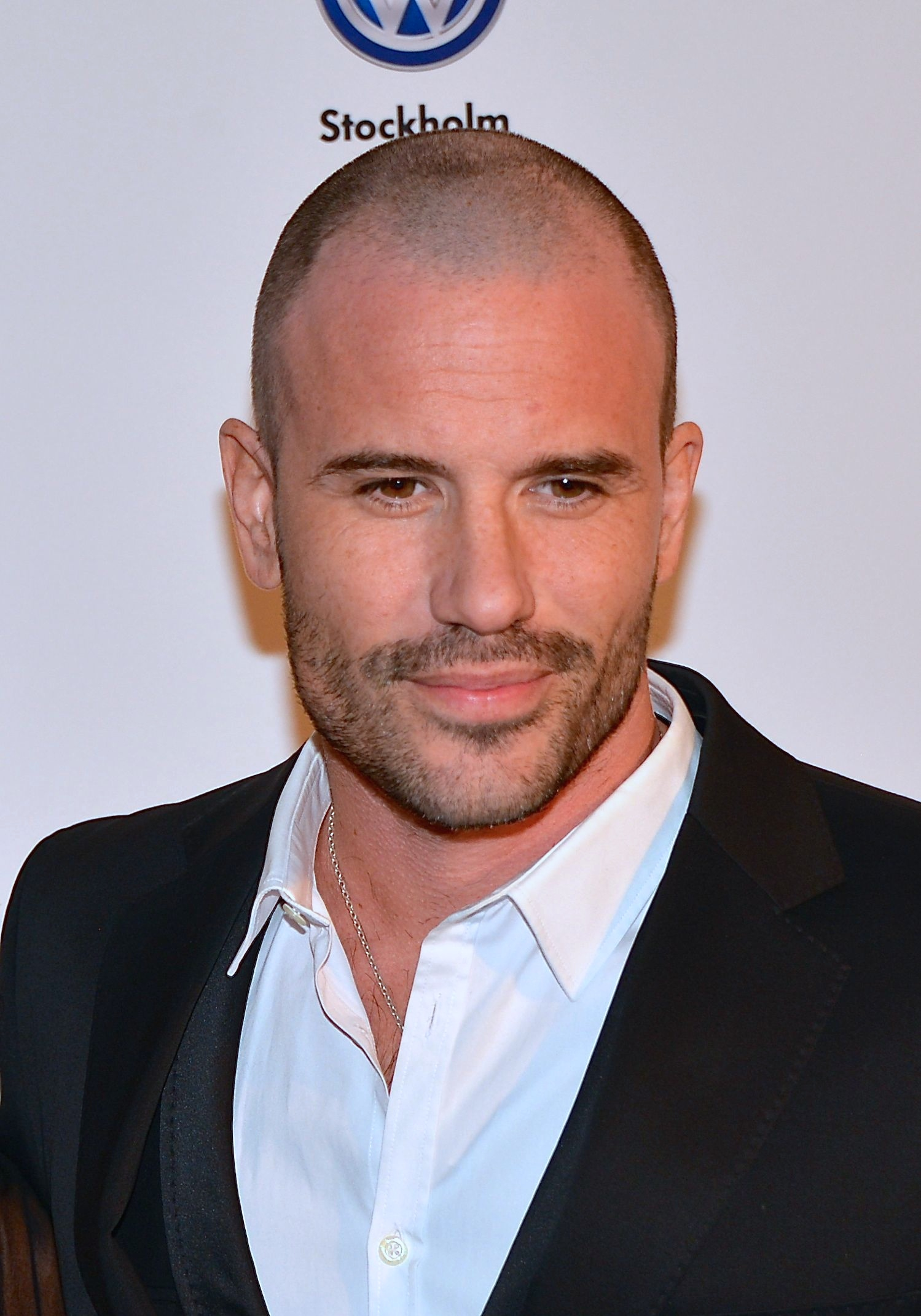
Martin Stenmarck vertolkt de rol van Danne.

## Plot

### Seizoen 1
Politieagente Johanna Strand gaat vanwege het overlijden van haar moeder terug naar Hammarvik, waar ook haar broer Carl en haar jeugdliefde Danne wonen. Ze verwacht maar enkele dagen te blijven, maar wanneer de auto van haar overleden jeugdvriendin Madelene wordt gevonden, besluit Johanna te blijven en te onderzoeken wat er is gebeurd. Al snel blijkt dat het lichaam in de auto niet van Madelene is. Korte tijd later wordt er ook een ander lijk gevonden.

### Seizoen 2
Madelene blijkt nog in leven. Desondanks zet Johanna het moordonderzoek naar de doden voort en daardoor komt zij ook een dranksmokkelnetwerk op het spoor. Wanneer een inwoner van het dorp wordt gearresteerd, worden de onderlinge verstandhoudingen op scherp gezet.

### Seizoen 3
Ruben en Stephanie maken stappen in de muziekindustrie, maar raken verwikkeld in een lastige situatie wanneer de voorvrouw van hun fanclub om het leven blijkt gebracht. Johanna onderzoekt de zaak samen met de nieuwe agent Alex. Madelene wordt ondertussen verrast door de komst van Tomas, die ze nog kent uit Amerika. Tomas biedt zich aan als spirituele en financiële gids aan Pernilla, die in scheiding ligt met Danne, en Nettan, die recent een erfenis heeft ontvangen.

### Seizoen 4
Alex trekt in bij Pernilla, waardoor zij grote moeite moet doen om iets voor hem geheim te houden. Claudia koopt de horecazaak van Felicia en Saman op. Zij vraagt haar jeugdvriendje Carl om juridische hulp en veroorzaakt frictie tussen hem en Louise, die krap bij kas zitten.

## Rolverdeling
- Disa Östrand – Johanna
- Martin Stenmarck – Danne
- Linda Santiago – Pernilla
- Ella Rappich – Vanessa
- Jacques Karlberg – Ruben
- Christopher Wollter – Carl
- Mirja Turestedt – Louise
- Felicia Truedsson – Stephanie
- Arman Fanni – André
- Nina Rashid – Anastasia
- Anna Söderling – Ingrid
- Lars Väringer – Östen
- Emma Broomé – Nettan
- Peter Lorentzon – Tony
- Lisa Henni – Madelene

- Emil Algpeus – Elvis
- Marie Robertson – Felicia
- Ashkan Ghods – Saman
- Amanda Lindh – Leyla
- Daniel Adolfsson – Christian
- Vincent Grahl – Alex
- Kristofer Kamiyasu – Tomas
- Ia Langhammer – Ewa
- Alexander Karim – Niklas
- Jesper Söderblom – Totte
- Ines Milans – Nova
- Meliz Karlge – Claudia
- Felicia Kartal – Zoey
- Malte Gårdinger – Charlie
- Antonio Di Ponziano – Konstantin